# Kiss Kovács Gyula
Kiss Kovács Gyula (Budapest, 1922. január 5. – Zsennye, 1984. július 20.) kétszeres Munkácsy Mihály-díjas magyar szobrászművész, érdemes művész.

## Élete
Tanulmányait 1949-ben fejezte be a Képzőművészeti Főiskola szobrász szakán. Tanárai Sidló Ferenc és Pátzay Pál voltak. 1952-1954 között a Magyar Néphadsereg Művészeti Stúdiójának tagja volt. Valamennyi szobrászati műfajban jelentőset alkotott. Ismert és keresett köztéri szobrász volt. Plasztikáin a valóság összetett megragadására törekedett. Nem típusokat akart alkotni, hanem az emberi egyéniség ábrázolását tűzte céljául. Monumentális erő feszíti nemcsak köztéri szobrait, hanem kisplasztikáit is. Érmei lírai életérzéseket, a természetszeretetet közvetítik. Jelentős műve a soproni felszabadulási emlékmű és a szekszárdi Babits-szobor. Három süttői mészkő domborműve látható a Római Szent Péter-bazilika „Magyarok Nagyasszonya” altemplomban.
Jó barátságban állt Kiss Sándor szobrászművésszel, így Zsennyére telepedett feleségével, Tóth Emőke szobrászművésszel. Előbb házat vásároltak 1975-ben, majd 1985-ben végleg ideköltöztek. Végakarata szerint a Szent Cecília temetőben nyugszik.

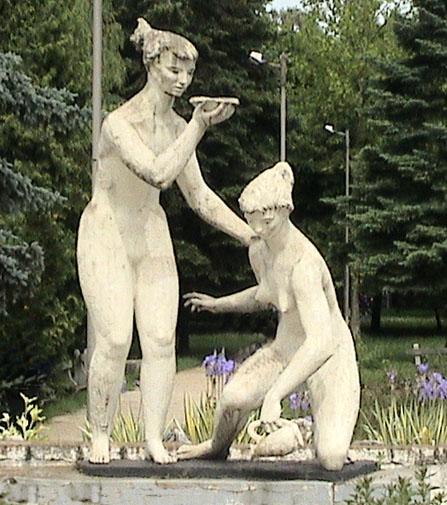
Fürdőzők

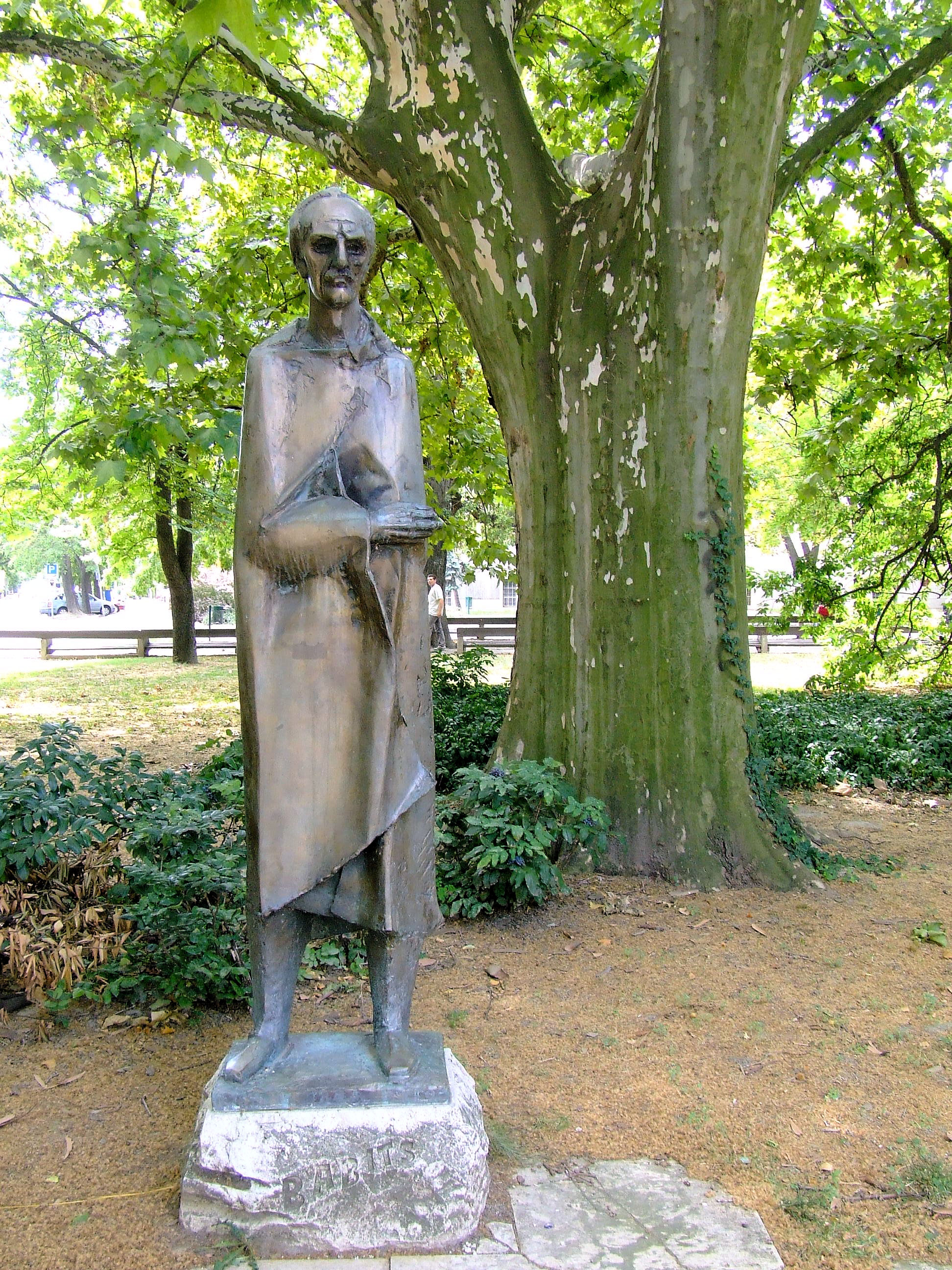
Babits Mihály szobra Szekszárdon

## Válogatott csoportos kiállításai
1950-től minden jelentős hazai és külföldi csoportos kiállításon részt vett. 1969-ben részt vett a II. Országos Kisplasztikai Biennálén Pécsen.

## Művei

### Köztéri művei

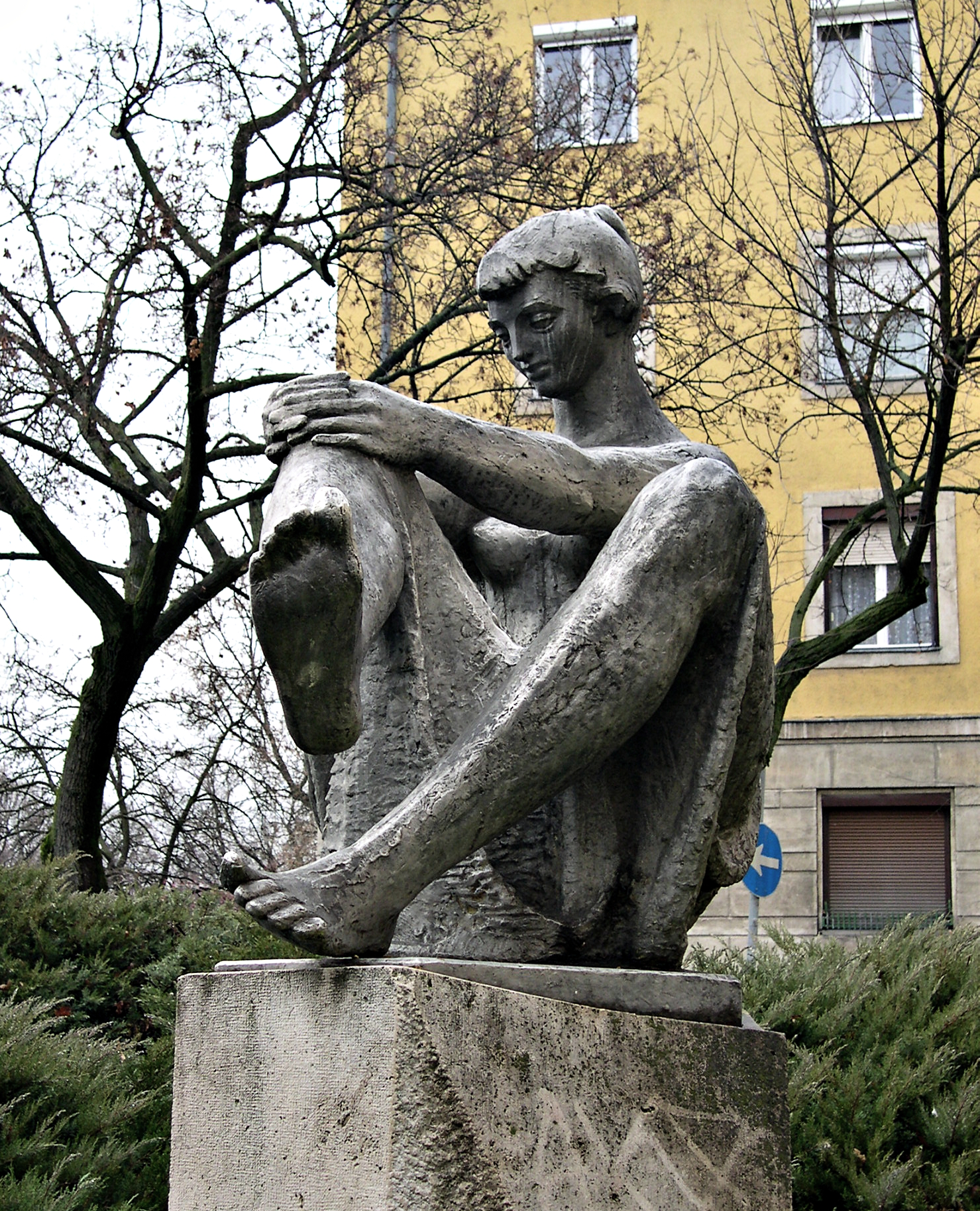
Ülő lány, 1958. alumínium, XIV. ker., Kerepesi út 78/b.

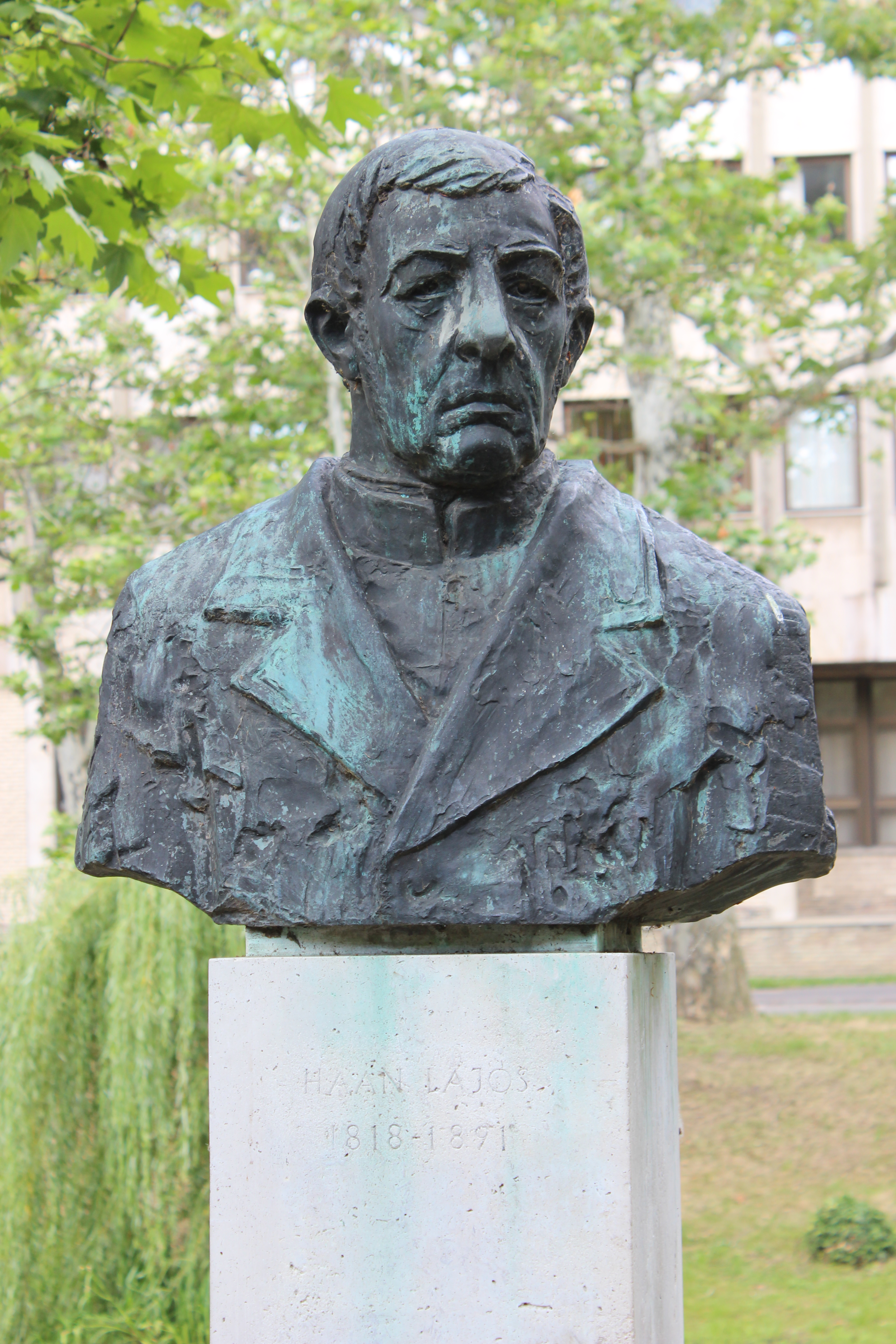
Haan Lajos mellszobra, Békéscsaba, Szoborsétány

- Álló leányalak (bronz, 130 cm, Év n. Budapest, XIV. ker.)
- A Pákozdi csata emlékműve (obeliszk, vörös márvány dombormű, 1951, Pákozd)
- Szabó Ervin (emléktábla, 1954, Budapest, VIII. ker. - eltűnt)
- Mackók (1957, Budapest, XIV. ker.)
- Ülő lány (1958, Budapest, XIV. ker.)
- Vak Bottyán (1958, Budapest, VI. ker.)
- Anya gyermekkel (1959, Budapest, VIII. ker.)
- Kútszobor (fém, 1958, Miskolc, Akadémia kert)
- Merengő (alumínium, 1959, Budapest, Kerepesi úti lakótelep)
- Dombormű (kő, 1960, Budapest, Vígszínház)
- Hunyadi János (1960, Tatabánya)
- Kiskatona (alumínium, 1960, Budapest, XX. ker., Csarnok tér)
- Homlokzati plasztika (alumínium, 1961, Budapest, Madách Színház)
- Ülő akt (mészkő kútfigura, 1961, Balatonfüred, Szívkórház)
- Lemezdomborítás (fém, 1963, Eger, Gárdonyi Géza Színház)
- Vízköpő (vörösréz, 1964, Budapest, II. ker., Rómer Flóris u., Magyar Autóklub)
- Kötéllel ugráló lány (vörösréz, 1964, Oroszlány, Általános Iskola)
- Figurák (rézlemez domborítás, 1965, Budapest, Thália Színház)
- Ülő nő (Véradó szobra) (bronz, 1965, Budapest, XI. ker., Daróczi út, Országos Haematológiai és Vértranszfúziós Intézet)
- Ornamentális kerámia dombormű (kerámia, 1965, Pécs, Jókai utca, Általános Iskola)
- Mennyezetplasztika (gipsz, 1966, Budapest, Budapesti Történeti Múzeum)
- Ülő nő (mészkő, 1967, Budapest, XXII. Rendelőintézet)
- Jacques Billiet (bronz portré, 1968., Budapest, Andrássy út, MÚOSZ)
- Lemezdomborítás (fém, 1958, Balatonfüred, Hotel Marina)
- Babits Mihály (bronz, 1969, Szekszárd, Művelődési Ház)
- Emléktábla (bronz, 1969, Szolnok, Szolnok Megyei Néplap Szerkesztősége)
- Dr. Merényi Gusztáv (bronz portrédombormű, 1970, Budapest, IX. ker., Gyáli úti Kórház)
- Felszabadulási emlékmű (bronz, 1970, Sopron, Május 1. tér)
- Haan Lajos (bronz mellszobor, 1970, Békéscsaba, Szoborsétány)
- Női figura (Thalia) (kő, 1970, Nyíregyháza)
- A Magyar Élettani Társaság megalakulása (bronz emléktábla, 1971, Tihany, Biológiai Kutató Intézet)
- Dombormű (mészkő, 1971, Kiskőrös, Gyógyfürdő)
- Emléktábla (bronz dombormű, 1973, Miskolc, Nemzeti Színház)
- Dombormű (mészkő, 1973, Balatonszemes, volt Minisztertanács Üdülő)
- 900 éves jubileumi emlékmű (márvány, 1975, Tiszaalpár)
- Női akt (mészkő, 1976, Balatonfüred, Állami Kórház)
- Domborművek (bronz, 1976, Budapest, Hilton Szálló)
- Georges Dopagne (bronz dombormű, 1976, Budapest, VII. ker., Rákóczi út, Vue Touristique)
- Dózsa (bronz, 1977, Dunaújváros, Dózsa György u.)
- Csontváry Kosztka Tivadar (bronz mellszobor, 1979, Szeged, Nemzeti Emlékcsarnok)
- Három dombormű (kő, 1980, Róma, Szent Péter-bazilika, Magyar Kápolna)
- Kút (Oroszlános kút) (bronz, mészkő, 1980, Hódmezővásárhely)
- Kubikus emlékmű (mészkő, 1983, Szeghalom)
- Dombormű (kő, 1984, Kiskőrös, Általános Iskola)
- Ivókút (bronz, mészkő, 1985, Marcali)
- Tűzoltók emlékére (Tűzkakas) csobogó (plasztika, 1985, Győr)
- Csontváry Kosztka Tivadar (bronz mellszobor, 1986, Budapest, Csontváry Terem, Pécs)
- Figurák (kő, 1986, Budapest, Békásmegyer)
- Halászfiú halakkal (bronz díszkút, 1987, Paks, Halászcsárda).

### Emlékérmei, plakettjei
- Michelangelo emlékérem (vésett, bronz, 60mm)
- A Magyar Sportújságírók díja
- Van Gogh (bronz)
- Renoir emlékérem (Ag, 16,08g d=32mm, 1964)